# Promise Island, Nunavut
Promise Island är en ö i Kanada.   Den ligger i territoriet Nunavut, i den östra delen av landet, 2 200 km nordväst om huvudstaden Ottawa. Arean är 1,3 kvadratkilometer.
Terrängen på Promise Island är mycket platt. Öns högsta punkt är 10 meter över havet. Den sträcker sig 1,5 kilometer i nord-sydlig riktning, och 1,6 kilometer i öst-västlig riktning.